# Kawwana
Kawwana (כוונה, Plural: Kawwanot כוונות) ist ein hebräisches Wort und entstammt der Wurzel k-w-n, woraus Wörter mit der Bedeutung „zielen, beabsichtigen“ abgeleitet werden. „Kawwana“ bedeutet Absicht, Hingabe, Andacht (beim Erfüllen der Mitzwot und vor allem im Gebet). Dem Menschen, dessen geistige Ausrichtung, eben in der Kawwana, permanent auf JHWH hin ausgerichtet ist, wird göttliche Weisheit enthüllt.
Die Mizwot, so etwa dem täglichen Gebet, dem kontemplativen Studium der Tora, der Heiligung und Feier des Schabbats und einem achtsamen Umgang mit den Menschen, entfalten aber ihre volle spirituelle Tiefe erst durch Kawwana (innere Achtsamkeit und Ausrichtung) und Hitbodedut  (kontemplativen Versenkung).
Adin Steinsaltz fasste die Kawwana, wie folgt, zusammen: ‚Das Gebet ohne Kawwana ist wie ein Körper ohne Seele.‘ 

## Kawwana im Judentum allgemein
Kawwana bezeichnet die Hingabe im Gebet, eine meditative Versenkung. Sie kann beim freien Gebet erfolgen, aber auch einen Text aus der Tora oder dem Sohar zum Ausgangspunkt nehmen. Spätestens seit Salomon Sulzer wurde es zum Ideal, die Kawwana als transzendente Gemütsausrichtung beim Gebet auf die Gemeinde zu übertragen.

## Kawwana in der Kabbala
Die Praxis der Kawwana als intendierte geistige Ausrichtung im Gebet, entwickelte sich schrittweise innerhalb der jüdischen Mystik, bevor sie dann in der „Lurianischen Kabbala“ ihren Höhepunkt fand.
So sind in den frühkabbalistischen Ansätzen des 12. bis 13. Jahrhunderts erste Hinweise auf bewusste Innerlichkeit im Gebet, so bei Issak dem Blinden und seinen Schülern zu finden. Mit dem Gebet sollten mehr als in den Worten, eine spirituelle Verbindung zu JHWH entstehen. Es sind ‚intuitive, meditative Absichten‘ die aber noch nicht systematisiert worden waren. Obzwar keine direkte Linie zwischen dem Neuplatonismus um seinen Gründer Plotin zur Kabbala bestand, zeigen die philosophisch-mystischen Strukturen starke Parallelen. Nach Plotin, kann die Seele durch Kontemplation zum Ursprung zurückkehren, als mystische Vereinigung mit dem ‚Einem‘. In der Kabbala könne der Mensch durch Gebet, dem Tora-Studium und speziellen meditativen Praktiken (der Kawwanot) den Aufstieg der Seele zu höheren Welten und zur göttlichen Nähe erreichen.
In der „soharischen Kabbala“, um das 13. bis 14. Jahrhundert, mit dem Sefer ha-Zohar wurde das Gebet und seine Bedeutung hervorgehoben, jedes Gebet beeinflusste die Sephiroth. Dadurch werden die Kawwanot bedeutender, etwa in der Vereinigung mit der göttlichen Emanation des Tiphereths und der Schechina, es bestanden jedoch keine detaillierten Handlungsanweisungen.
In der kabbalistischen Tradition des Josef Gikatilla des 15. Jahrhunderts entstanden Versuche bestimmte Namen JHWHs, Buchstabenkombinationen und Zahlenwerte (Gematrie) mit spiritueller geistiger Ausrichtung zu verbinden. Der Beginn einer strukturierten Praxis der Kawwanot.

## Kawwana bei Isaak Luria
In der „lurianischen Kabbala“ des 16. Jahrhunderts erreichen die Kawwanot ihren Höhepunkt. Sie wurden zu präzisen mystischen Absichten, mit denen der Beter aktiv zur kosmischen Heilung beitragen könne.
Auch für den Kabbalisten Isaak Luria bedeutet die Kawwana die Hingabe beim Gebet. Sein Kawwana-Gebet hat nun die Intention, die ursprüngliche Einheit Gottes und der Schöpfung zu restituieren und steht im Kontext von Lurias Idee des Tikkun.

## Kawwana im Chassidismus
Im Chassidismus sind vier Prinzipien relevant, sie lauten:
- Kawwana – Absichtsvolle, bewusste Hingabe im Tun
- Hitbodedut – Persönliches Gebet / Rückzug zur inneren Verbindung mit Gott
- Devekut – Kontinuierliche spirituelle Verbundenheit mit Gott
- Simcha – Die spirituelle Kraft der Freude.

Es war Rabbi Israel ben Elieser, der Baal Schem Tow dessen Gedanken von seinen Schülern gesammelt und publiziert wurden, etwa im „Keter Schem Tow“.